# Louis de Blois

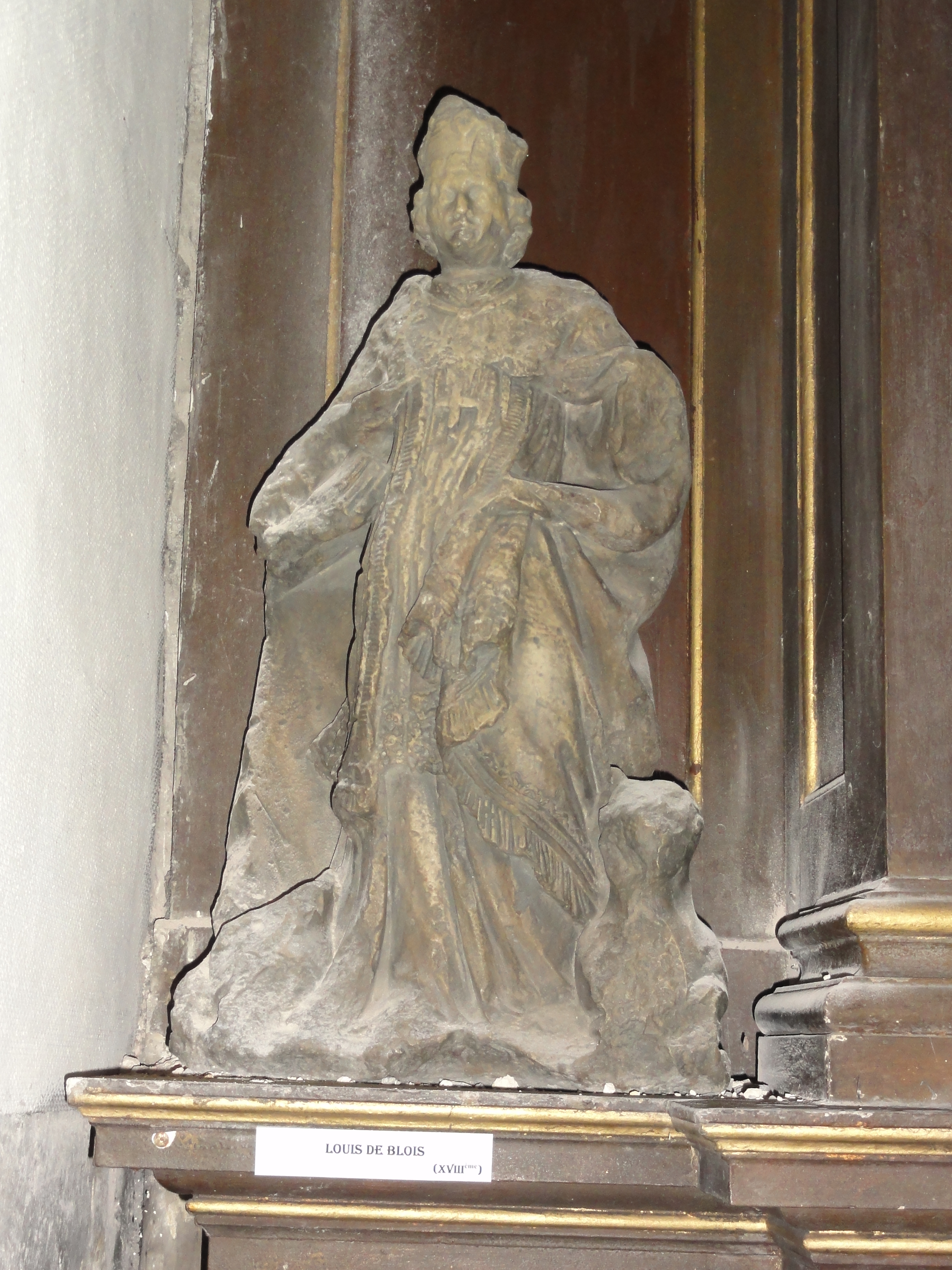
Statue von Louis de Blois

François-Louis de Blois, auch Ludwig Blosius, Ludovicus Blosius, Ludovico Blosio (* 1506 in Donstiennes, Provinz Hennegau; † 7. Januar 1566 in Liessies, Département Nord), war ein französischer Benediktiner, Reformator des Benediktinerordens und mystischer Dichter, der auch unter dem Pseudonym Dacrianus publizierte.

## Leben
De Blois entstammte einer bedeutenden flämischen Adelsfamilie und wurde gemeinsam mit Karl V. in den Niederlanden erzogen. Er trat 1520 in den Benediktinerorden ein. Nach dem Besuch der Lehranstalt in Gent und der Universität Löwen, wo er Schüler Adrians von Utrecht war, kehrte de Blois nach Liessies zurück. 1530 wurde er Abt der Abtei von Liessies, nachdem er drei Jahre dort als Koadjutor gewirkt hatte. Eine Berufung zum Erzbischof von Cambrai lehnte er ab und blieb bis zu seinem Tode Abt in Liessies.
Sein Gedenktag ist der 7. Januar. 
Er war Autor zahlreicher geistlicher Werke, die in die meisten europäischen Sprachen übersetzt wurden.

## Werke (Auswahl)
- Anführer der geistlichen Seelen. Belser Wissenschaftlicher Dienst, Wildberg 1994, ISBN 3-628-72649-2 (1 Microfiche; EA Augsburg 1746).
- Anleitung zum innerlichen Leben (Ascetische Bibliothek). Herder, Freiburg/B. 1898.
- Geistliches Hand-Büchlein. Hesse, Helmstädt 1690.
- Grundriss des geistlichen Lebens. Benziger, Einsiedeln 1948.
- Institutio spiritualis. Das ist geistliche Unterweisung zur Vollkommenheit ... Belser Wissenschaftlicher Dienst, Wildberg 1994, ISBN 3-628-72728-6 (1 Microfiche; EA Augsburg 1652).
- Das Leben unsers allerhöchsten liebwürdigsten Herrens und Lehrmeisters Jesu Christi. Belser Wissenschaftlicher Dienst, Wildberg 1994, ISBN 3-628-72702-2 (1 Microfiche, EA Köln 1717).
- Regel des geistlichen Lebens fast nützlich allen Christen ... Belser Wissenschaftlicher Dienst, Wildberg 1994, ISBN 3-628-72653-0 (1 Microfiche, EA Köln 1663).